# Кларенс Джонсон
Кларенс Леонард «Келлі» Джонсон (англ. Clarence Leonard «Kelly» Johnson; 27 лютого 1910 — 21 грудня 1990) — видатний американський авіаконструктор, керівник дослідного підрозділу компанії «Lockheed» «Skunk Works», де заслужив репутацію «організаційного генія». Вважається одним з найталановитіших і найпродуктивніших авіаконструкторів XX століття.

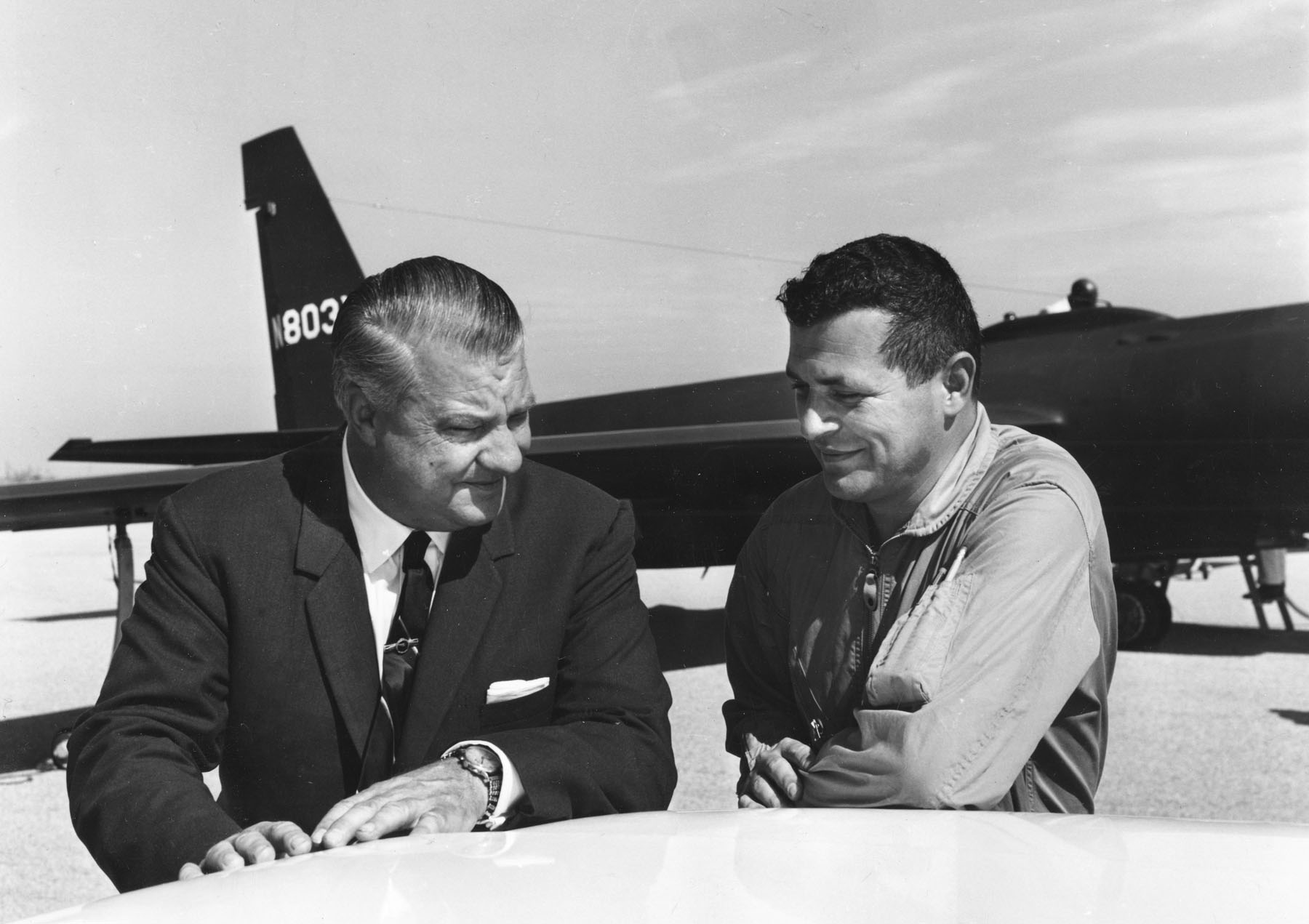
Келлі Джонсон та Гері Паверс (праворуч) на фоні літака Lockheed U-2

Почав кар'єру на фірмі Lockheed в 1933 році як розробник інструментального оснащення. Наприкінці 1930-х років вів програму по створенню революційного винищувача Lockheed P-38 Lightning.
У 1958 році став віце-президентом «Lockheed» з перспективних розробок. Очолював «Skunk Works» до 1975 року. Брав безпосередню участь у розробці близько 40 типів бойових літаків, яким належали і які досі утримують світові рекорди в авіації. Серед розробок визначний в історії авіації винищувач Lockheed F-104 Starfighter.
В організаційній роботі керувався власними правилами:
1. Керівник «Skunk Works» повинен мати практично повний контроль над своїм проектом. Про хід проекту він повинен звітувати як мінімум віце-президенту компанії.
2. Невеликі, але сильні проектні групи повинні бути створені як замовником, так і підрядником.
3. Кількість людей, так чи інакше пов'язаних з проектом, має обмежуватися найрішучішим чином. Використовуйте невеликі групи кваліфікованих фахівців.
4. Вимоги до оформлення креслень повинні бути максимально спрощені, щоб спростити внесення змін до проекту.
5. Кількість звітів слід звести до мінімуму, проте всі важливі роботи повинні ретельно фіксуватися.
6. Слід ввести щомісячну звітність як про використані кошти і досягнуті цілі, так і про плановані витрати на завершення програми. Не робіть звіти з тримісячним запізненням і не ошелешуйте замовника раптовими перевитратами.
7. Підрядник повинен мати більшу свободу і нести більшу відповідальність за залучення сторонніх організацій і субпідрядників. Пропозиції комерційних організацій часто є набагато вигіднішими, ніж державних.
8. Система контролю, що в даний час використовується у «Skunk Works», була схвалена Армією і Флотом США, відповідає всім вимогам і має використовуватися при розробці нових проектів. Делегуйте більшу частину первинного контролю субпідрядникам і виробникам. Не дублюйте контроль без необхідності.
9. Підряднику повинна бути надана можливість провести льотні випробування продукту. Підрядник може і повинен проводити такі випробування. В іншому випадку він швидко втрачає компетенцію у розробці подібних проектів.
10. Специфікації на обладнання повинні бути узгоджені заздалегідь. Таким чином, звичайна практика «Skunk Works», при якій у специфікації чітко вказується, які саме пункти технічного завдання не будуть дотримані і чому, є кращою.
11. Фінансування програми повинно бути своєчасним. Підрядник не повинен фінансувати державні проекти за свій рахунок.
12. Відносини між замовником і підрядником повинні будуватися на взаємній довірі, тісній співпраці та щоденному обміні інформацією. Це зменшує обсяги кореспонденції і ризик непорозумінь до мінімуму.
13. Доступ сторонніх до проекту і його учасників повинен бути строго регламентований відповідними заходами безпеки.
14. Так як безпосередньо у проектуванні зайнята дуже невелика частина учасників проекту і значно більша частина займається іншими роботами, повинна бути передбачена система оплати праці і преміювання, при якій сума оплати праці конкретного співробітника не буде залежати від кількості його підлеглих.